# Marchbanks Speedway
Pour les articles homonymes, voir Marchbank.
La Marchbanks Speedway (aussi Hanford Motor Speedway), est une ancienne piste de course automobile située dans la vallée de San Joaquin près de Hanford en Californie.
La piste accueillait des courses de NASCAR et des courses de motocyclistes dans les années 1950 et 1960. La piste est maintenant démantelée et détruite.
Originairement, la piste a été construite par un fermier local, B. L. Marchbanks.
La piste fait une réapparition dans le jeu vidéo Indianapolis 500 Evolution (en).